# エクセラー
エクセラー (Exceller) とは、アメリカ合衆国で生まれ、フランスとアメリカ合衆国で調教を受けた競走馬である。年度代表馬などのタイトルに輝くことはなかったが、シアトルスルー・アファームドの2頭のアメリカ三冠馬を倒すなど、フランスとアメリカの双方で競走馬として成功を収めた。半弟にカポウティ（ブリーダーズカップ・ジュヴェナイル）などがいる。

## 戦績

### ヨーロッパ時代
母は24戦13勝の活躍馬で、父も種牡馬として成功していたにもかかわらず、セリでは僅か27,000ドルの安値でネルソン・バンカー・ハントに購買され、彼によってフランスに送られた。なお、ハントは同じヴェイグリーノーブルの産駒で歴史的な名牝であるダリア (Dahlia) の馬主でもある。
3歳では同厩舎のエンペリー(Empery)やユース (Youth) がおり、前者はエプソムダービー、後者はジョッケクルブ賞（フランスダービー）を制しており、3番手の評価であった。そのため、春は2頭との対戦を避ける形となったが、それでもパリ大賞典を優勝、更に秋にはロワイヤルオーク賞とそれぞれの長距離G1競走に勝利した。4歳になってからは、コロネーションカップとサンクルー大賞とG1を連勝。続くキングジョージ6世&クイーンエリザベスダイヤモンドステークスにも遠征したが、ここはザミンストレル (The Minstrel) に僅差の3着に終わった。

### アメリカ時代
キングジョージ後は、アメリカに転厩して、カナディアンインターナショナルステークスに優勝。続く当時のアメリカ芝最高峰レースであるワシントンDCインターナショナルでも3着に入った。しかしながら、自身のキャリア最高の成績を残したのは翌5歳であり、この年に芝とダートで10戦7勝と活躍。更に7勝の内、6勝まではG1レースであった。
特に白眉のレースとなるのが、シアトルスルー (Seattle Slew) 、アファームド (Affirmed) という2頭の三冠馬を破ったジョッキークラブゴールドカップステークスである。このレースはスタート直後に鞍がずれるというトラブルを起こし、ほとんど暴走という形で競りかけていったアファームドを真っ向から引かずシアトルスルーが迎え撃つ展開となった。水溜りがあちこちにできる程の不良馬場で800m通過が45.2秒、1200m通過が1分9秒4というペースの中、トラブルのあったアファームドが早々に後方へ下がってゆく。そのままシアトルスルーの圧勝ムードであったが、苦しくなったシアトルスルーに対し、3コーナーから4コーナーにかけてエクセラーが驚異的な追い上げを見せ、20馬身とも言われている差を一気に縮め直線入り口では完全に並びかけたが、そこからシアトルスルーが二枚腰、三枚腰を使って、エクセラーに食らいつき更に差し返さんとし、ベルモントパークの長い直線で数百mに渡っての叩き合いを演じてみせ、ハナ差、シアトルスルーを下した。
この衝撃的なレースはエクセラーの実力を見せつけただけでなく、それまでただ強いだけで面白みに欠ける等、評判の低かった三冠馬シアトルスルーに対しても、負けてなお強しの印象から、別の評価が与えられる結果となった。続くG1オークツリー招待ハンデキャップも完勝したエクセラーは、更に翌年も現役を続けた。しかしながら、精彩を欠き4戦して1勝も挙げる事なく、引退した。

## 引退後
エクセラーは1980年に種牡馬入りし、1口375,000ドルの高額シンジケートが組まれ、初年度の種付け料は75,000ドルであったが、半弟のカポウティ (Capote) やボールドスキ (Baldski) とは対照的に、種牡馬としては失敗に終わる。
1991年にスウェーデンへ輸出されるが、ここで病気により種牡馬としての能力を失う。破産した所有者は同馬を維持することはできないと判断して、屠殺した。

### エクセラーファンド
この事件はアメリカで大きく伝えられ、各界に衝撃を与えていた。またその後もエクセラー同様に、ケンタッキーダービー優勝馬ファーディナンド (Ferdinand) が日本で廃用・屠殺される事件があり、悲惨な末路を憂うようになってきた。
この後、関係者らによって、引退名馬の保護目的基金「エクセラーファンド」が設立されている。

### 主な産駒
- スルーズエクセラー（フラワーボウルハンデキャップ。スルーオダイナの姉）
- スクアンソング（アフェクショニトリーハンデキャップ、レアトリートハンデキャップ、トップフライトハンデキャップ2着他。シンボリインディの祖母）
- ベリフィケーション（サラナクステークス2着）
- ピリオン（Pirion,スウェーデンセントレジャー）[要出典]

## 競走成績
- 1975年（3戦1勝）
- 1976年（6戦4勝）
  - パリ大賞典 (G1) 、ロワイヤルオーク賞 (G1) 、リス賞 (G3)
- 1977年（9戦3勝）
  - コロネーションカップ (G1) 、サンクルー大賞典 (G1) 、カナディアンインターナショナルステークス (G1)
- 1978年（10戦7勝）
  - ジョッキークラブゴールドカップステークス (G1) 、ハリウッドゴールドカップハンデキャップステークス (G1) 、オークツリー招待ハンデキャップ (G1) 、サンセットハンデキャップ (G1) 、ハリウッド招待ハンデキャップ (G1) 、サンフアンカピストラーノインビテーショナルハンデキャップ (G1) 、アーケイディアハンデキャップ (G3)
- 1979年（4戦0勝）

## 評価

### 表彰
- 1999年 - U.S. Racing Hall of Fame（アメリカ競馬殿堂）に選定される
- 1999年 - ブラッドホース誌の選ぶ20世紀のアメリカ名馬100選において96位に選ばれる

## 参考資料
- Thoroughbred Champions: Top 100 Racehorses of the 20th Century (2000 著者:ブラッドホース編集部 出版:Eclipse Press ISBN 1-58150-024-6)

2000-2002年に週刊Gallopで連載。大関夏子訳。

## 血統表
| エクセラーの血統（ハイペリオン系 / Nearco3×4・5=21.88%、Hyperion4×5=9.38%、Bahram5×5=6.25%(父内)、Nasrullah3×4=18.75%(母内)、Bull Dog5×5=6.25%(母内)） | エクセラーの血統（ハイペリオン系 / Nearco3×4・5=21.88%、Hyperion4×5=9.38%、Bahram5×5=6.25%(父内)、Nasrullah3×4=18.75%(母内)、Bull Dog5×5=6.25%(母内)） | エクセラーの血統（ハイペリオン系 / Nearco3×4・5=21.88%、Hyperion4×5=9.38%、Bahram5×5=6.25%(父内)、Nasrullah3×4=18.75%(母内)、Bull Dog5×5=6.25%(母内)） | （血統表の出典）     | （血統表の出典） |
| 父 Vaguely Noble 1965 鹿毛 | 父の父*ヴィエナ Vienna 1957 鹿毛 | Aureole | Hyperion             | Hyperion         |
| 父 Vaguely Noble 1965 鹿毛 | 父の父*ヴィエナ Vienna 1957 鹿毛 | Aureole | Angelola             |                  |
| 父 Vaguely Noble 1965 鹿毛 | 父の父*ヴィエナ Vienna 1957 鹿毛 | Turkish Blood | Turkhan              | Turkhan          |
| 父 Vaguely Noble 1965 鹿毛 | 父の父*ヴィエナ Vienna 1957 鹿毛 | Turkish Blood | Rusk                 |                  |
| 父 Vaguely Noble 1965 鹿毛 | 父の母Noble Lassie 1956 鹿毛 | Nearco | Pharos               | Pharos           |
| 父 Vaguely Noble 1965 鹿毛 | 父の母Noble Lassie 1956 鹿毛 | Nearco | Nogara               |                  |
| 父 Vaguely Noble 1965 鹿毛 | 父の母Noble Lassie 1956 鹿毛 | Belle Sauvage | Big Game             | Big Game         |
| 父 Vaguely Noble 1965 鹿毛 | 父の母Noble Lassie 1956 鹿毛 | Belle Sauvage | Tropical Sun         |                  |
| 母 Too Bald 1964 黒鹿毛 | 母の父Bald Eagle 1955 鹿毛 | Nasrullah | Nearco               | Nearco           |
| 母 Too Bald 1964 黒鹿毛 | 母の父Bald Eagle 1955 鹿毛 | Nasrullah | Mumtaz Begum         |                  |
| 母 Too Bald 1964 黒鹿毛 | 母の父Bald Eagle 1955 鹿毛 | Siama | Tiger                | Tiger            |
| 母 Too Bald 1964 黒鹿毛 | 母の父Bald Eagle 1955 鹿毛 | Siama | China Face           |                  |
| 母 Too Bald 1964 黒鹿毛 | 母の母Hidden Talent 1956 鹿毛 | Dark Star | Royal Gem            | Royal Gem        |
| 母 Too Bald 1964 黒鹿毛 | 母の母Hidden Talent 1956 鹿毛 | Dark Star | Isolde               |                  |
| 母 Too Bald 1964 黒鹿毛 | 母の母Hidden Talent 1956 鹿毛 | Dangerous Dame | Nasrullah            | Nasrullah        |
| 母 Too Bald 1964 黒鹿毛 | 母の母Hidden Talent 1956 鹿毛 | Dangerous Dame | Lady Kells F.No.21-a |                  |

4代母Lady Kellsの半弟にソロナウェーがいる。